# 김윤배 (시인)
김윤배(1944년 10월 8일~)는 대한민국의 시인이다.